# Jelko Kodermac
Jelko Kodermac, slovenski kmet, zadružni delavec in politik, * 22. november 1926, Fojana, † 26. julij 1980, Fojana.

## Življenje in delo
Rodil se je v kmečki družini očetu Jožefu Kodermacu in materi Hermini rojeni Mavrič. Med narodnoosvobodilno borbo je bil najprej aktivist OF, leta 1943 pa se je pridružil partizanom, kjer je postal član SKOJ-a in pripadnik Varnostno-obveščevalne službe. V vojaški službi je ostal do leta 1947, ko se je vrnil na domačo kmetijo. Po priključitvi Primorske k Jugoslaviji je prevzel številne politične funkcije v Fojani in Dobrovem. Postal je odbornik občinskega in okrajnega ljudskega odbora in poslanec Ljudske skupščine Ljudske republike Slovenije. Kljub številnim političnim zadolžitvam je ostal zvest svojemu prvotnemu kmečkemu poklicu. Prizadeval si je za gospodarsko rast Goriških Brd, še posebej kmetijstva, ter za sodelovanje s sosednjimi občinami v Italiji. Pri kmečkemu delu ga je doletela tudi smrt, ko ga je pod seboj pokopal traktor. Prejel je več občinskih, republiških in državnih priznanj in odlikovanj, med drugim red dela s srebrnim in red dela z zlatim vencem.